# Lenguas wainumá-mariaté
Las lenguas wainumá-mariaté es un grupo extinto de lenguas arawak, formado por el wainumá (wainambu, wainambɨ) y el mariaté, ambos escasamente documentados y cuya clasificación dentro de las lenguas arawak es algo incierta. Kaufman (1994) clasifica estas lenguas en una rama propia, aunque esto no fue secundado por Aikhenvald (1999). Ramírez (2020) las incluye en una rama periférica del grupo Japurá-Colombia.

## Listas de Vocabulario
Se han recolectado algunas listas para estas lenguas:
- J. B. von Spix y C. F. P von Martius en 1820
- Johann Natterer en 1832
- Alfred Russel Wallace en 1851[3]

Para el mariaté, Spix y Martius recopilaron una lista de vocabulario en 1820.

## Comparación léxica
Algunas correspondencias léxicas entre el wainumá y el mariaté son (Ramirez, 2019: 495; 2020: 157-158):
| GLOSA                 | Wainumá             | Mariaté       |
| --------------------- | ------------------- | ------------- |
| 'cejas'               | -tʃene              | -tʃene        |
| 'uña'                 | -tʃʊ(h)tabi         | -tʃʊtabi      |
| 'muslo'               | -tʃʊki              | -tʃʊki        |
| 'rodilla'             | -tsiʊta             | -tsíʊta       |
| 'brazo'               | -bedʊ               | -bedʊ         |
| 'día'                 | amarai              | amarai-ri     |
| 'piedra'              | pisii               | pisii         |
| 'grande'              | ekʲʊri              | ekʊri         |
| 'mucho'               | atápʊi              | atapʊi        |
| 'negro'               | tʃári-ri            | tʃari-ri      |
| morrer                | heritsia-ba-ri-baba | eitsiari-baba |
| 'uno'                 | apá-keri            | apá-keri      |
| 'dos'                 | matʃama             | metʃema       |
| tatu                  | tʃee                | tʃée          |
| caititu               | kapéna              | kapéna        |
| 'jaguar'              | tʃáabi              | tʃaabi        |
| zogue-zogue           | bakʊ́i               | bakʊi         |
| mono nocturno         | mʊkʊri              | mʊkʊri        |
| ave (genérico)        | sibéni              | sibeni-áni    |
| 'garza'               | pimii               | pimii         |
| mutum                 | pítʃaka             | pítʃaka       |
| Buitre americano      | batʃʊhri            | batʃʊ́ri       |
| arara-amarela         | karʊ                | kárʊ          |
| 'Guacamalla amarilla' | tʃʊra               | tʃʊ́ra         |
| periquito             | tsiríka             | tʃirikʲe      |
| saracura              | kʊʊtere             | kʊʊntere      |
| Serpiente de coral    | ʊi                  | ʊi            |
| jararaca              | ipítsi              | ipisi         |
| jabuti                | ekʲʊtʊ́ekʲʊ́tʊ        |               |
| 'tortuga'             | ipʊ́ri               | epʊ́ri         |
| acará                 | tʃʊteh              | ʃʊte          |
| 'piraña'              | ipʊ́ma               | ipʊ́ma         |
| mutuca                | hitʃépe             | itʃepe        |
| 'zarzaparilla'        | kʊrebiti            | kʊrebiti      |
| 'maíz'                | pekʲa, beka         | pékʲe         |
| curare                | haapa-hri           | haápa-ri      |
| 'cuchillo'            | baá                 |               |
| 'demonio'             | tʃaka-minisi        | tʃʊka-minisi  |